# Torneo de Casablanca 2010
El Grand Prix Hassan II es un evento de tenis que se disputa en Casablanca, Marruecos, haciendo parte de un par de eventos que hacen de antesala al Masters de Montecarlo, se juega entre el 5 y 11 de abril de 2010 haciendo parte de un torneo de la serie 250 de la ATP.

## Campeones
- Individuales masculinos:  Stanislas Wawrinka derrota a  Victor Hanescu, 6-2, 6-3.

- Dobles masculinos:  Robert Lindstedt /  Horia Tecau derrotan a  Rohan Bopanna /  Aisam-ul-Haq Qureshi 6-2, 3-6, 10-7